# 10658 Ґретадевріс
10658 Ґретадевріс (10658 Gretadevries) — астероїд головного поясу, відкритий 25 березня 1971 року.
Тіссеранів параметр щодо Юпітера — 3,322.